# Ginásio Poliesportivo Ronaldo Cunha Lima
O Ginásio Poliesportivo Ronaldo Cunha Lima está localizado na capital brasileira de João Pessoa, no bairro do Cristo Redentor, no estado da Paraíba. O ginásio é um dos principais ginásios da cidade. Nele são praticados vários esportes como: basquete, futsal, handebol e volei. No lado do ginásio fica um local para o treinamento do bicicross. O seu nome popular é Ronaldão em homenagem ao político Ronaldo Cunha Lima. O Ronaldão fica ao lado do Estádio José Américo de Almeida Filho, também chamado de Almeidão. 

## Eventos
O Ginásio O Ronaldão foi o local do velório do cantor e compositor Gabriel Diniz, no dia 28 de maio de 2019, que morreu de um acidente aéreo.